# 中屯風力發電站
中屯風力發電站位於臺灣澎湖縣白沙鄉中屯村，為臺灣第二座風力發電站，隸屬於台灣電力公司。中屯風力發電站共裝設8部風力發電機組，併聯至澎湖本島的供電系統中，佔澎湖本島約12%的發電量。

## 沿革

### 第一階段
澎湖群島因冬季時時常受到強烈東北季風侵襲風勢強勁，加上該島地形之劣勢，使得水電供給困難，嚴重影響觀光發展。因此為了善用澎湖地區強烈之風勢，加上改善當地供電困境，1987年台灣電力公司依照政府推動之綠色能源政策，於澎湖縣七美鄉首先設置先導型風力發電示範系統，卻於後來因技術尚未成熟，機組時常發生故障等狀況而宣告失敗。
爾後隨著風力發電之技術日趨成熟，台灣電力公司重啟澎湖風力發電計畫，經過三次選址後選定澎湖縣白沙鄉中屯村中屯第二苗圃作為風力發電站場址，裝設四部裝置容量600KW的風力發電機作為第一期計畫。第一期風力發電計畫由中興電工集團得標，於2000年5月13日正式動工，安裝四部由德國Enercon公司所製造的風力發電機組，經歷近一年施工於2001年12月24日完工啟用，中屯風力發電站的機組在二級風速時即可運轉發電，而風速達到十二級風時可滿載發電，年發電量達700萬度以上，成為臺灣第二座投入商業運轉的風力發電站，也是澎湖縣境內投入運轉的第三代風力發電機組。

### 第二階段
2004年，台灣電力公司開始推動「風力發電10年發展計畫」，於澎湖縣中屯風力發電站再增設四部相同容量之風力發電機，同樣由中興電工負責施工。第二期機組增設計畫於2004年1月20日開始進場施工，隔年4月14日完工商轉。完工後中屯風力發電站之裝置容量提升至4.8MW，佔澎湖本島之發電量達12%，所發之電力經併聯後由台灣電力公司尖山發電廠調度使用。
目前中屯風力發電站經由澎湖縣政府進行周邊道路闢建及綠化工程後成為一座風車公園，稱為中屯風力發電園區，已成為當地的休憩景點。

## 設備

### 發電機組
| 風力發電機類型                               | 風力發電類型 | 機組數量 | 裝置容量（MW） | 商轉日期       | 狀態   |
| -------------------------------------------- | ------------ | -------- | -------------- | -------------- | ------ |
| 德国愛納康公司製E40-600型風力發電機（600kW） | 陸域風力發電 | 4        | 2.4MW          | 2001年12月24日 | 商轉中 |

| 風力發電機類型                               | 風力發電類型 | 機組數量 | 裝置容量（MW） | 商轉日期      | 狀態   |
| -------------------------------------------- | ------------ | -------- | -------------- | ------------- | ------ |
| 德国愛納康公司製E40-600型風力發電機（600kW） | 陸域風力發電 | 4        | 2.4MW          | 2005年4月14日 | 商轉中 |

## 資料來源
1. 1 2 3   (PDF). 台灣電力公司.   [2017-09-16]. （原始内容 (PDF)存档于2016-03-04） （中文（臺灣））.
2. 1 2 3  . 交通部觀光局澎湖國家風景區管理處.   [2017-09-16]. （原始内容存档于2019-06-18） （中文（臺灣））.
3. 1 2 3 4 5  吳天明.  (PDF). 源雜誌91期. 2002-01  [2017-09-16]. （原始内容 (PDF)存档于2019-07-01） （中文（臺灣））.
4. 1 2 3 4  . The Wind Power.   [2017-09-16]. （原始内容存档于2020-11-24） （中文（臺灣））.
5. 1 2 3  . 中興電工集團.   [2017-09-16]. （原始内容存档于2017-07-20） （中文（臺灣））.
6. 1 2 3 4 5  謝惠子. . 經濟部能源局. 2005-12  [2017-09-16]. （原始内容存档于2017-01-11） （中文（臺灣））.
7. 1 2 3  朱瑞墉.  (PDF). 源雜誌76期. 2009-07  [2017-09-16]. （原始内容存档 (PDF)于2021-04-12） （中文（臺灣））.